# 2011년 도쿄도지사 선거
2011년 도쿄도지사 선거(일본어: 2011年東京都知事選挙)는 제17회 통일지방선거의 일환으로 2011년 4월 10일에 실시되었다. 선거 결과 현직 도지사인 이시하라 신타로가 4선에 성공했다.

## 선거 정보

### 고시일
- 2011년 3월 24일

### 투표일
- 2011년 4월 10일

### 임기 개시일
- 2011년 4월 23일

### 함께 실시된 선거
- 도쿄도의회 의원 재보궐선거 (4월 1일 고시)
  - 스기나미구 선거구 (다나카 료의 스기나미 구청장 선거 출마에 따른 사직)

### 캐치프레이즈
- 투표하러 가자! 당신과 도쿄를 위해서(投票に行こう! あなたと東京のために)

### 선거 홍보 대사
- AKB48 (정규 멤버 중 2011년 3월 기준으로 성년에 도달한 아키모토 사야카, 우메다 아야카, 오시마 유코, 카타야마 하루카, 쿠라모치 아스카, 코지마 하루나, 사토 아미나, 사토 나츠키, 시노다 마리코, 나카타 치사토, 마츠이 사키코, 마쓰바라 나쓰미, 미야자와 사에)

## 선거 결과
| 2011년 도쿄도지사 선거                                      |                       |                              |             |                  |                  |                          |
| 선거일: 2011년 4월 10일유권자수: 10,505,848명투표율: 57.80% |                       |                              |             |                  |                  |                          |
| 후보                                                        | 후보                  | 정당                         | 득표        | 득표율           | 당락             | 비고                     |
|                                                             | 이시하라 신타로       | 무소속                       | 2,615,120표 | 43.40%           | 당선             | 추천: 자유민주당, 공명당 |
|                                                             | 히가시코쿠바루 히데오 | 무소속                       | 1,690,669표 | 28.06%           |                  |                          |
|                                                             | 와타나베 미키         | 무소속                       | 1,013,132표 | 16.81%           |                  | 지원: 민주당             |
|                                                             | 고이케 아키라         | 무소속                       | 623,913표   | 10.35%           |                  | 추천: 일본공산당         |
|                                                             | 나카마쓰 요시로       | 무소속                       | 48,672표    | 0.81%            |                  |                          |
|                                                             | 다니야마 유지로       | 무소속                       | 10,300표    | 0.17%            |                  |                          |
|                                                             | 후루카와 게이고       | 무소속                       | 6,389표     | 0.11%            |                  |                          |
|                                                             | 스기타 다케시         | 새로운 일본                  | 5,475표     | 0.09%            |                  |                          |
|                                                             | 맥 아카사카           | 스마일당                     | 4,598표     | 0.08%            |                  |                          |
|                                                             | 오가미 오사무         | 도쿄유신회                   | 3,793표     | 0.06%            |                  |                          |
|                                                             | 히메지 겐지           | 평화당 핵무기 폐기 평화 운동 | 3,278표     | 0.05%            |                  |                          |
| 합계                                                        | 합계                  | 합계                         | 6,025,339표 | 무효표: 47,265표 | 무효표: 47,265표 | 무효표: 47,265표         |

## 기타
- 선거를 한 달여 앞두고 일어난 동일본 대지진의 여파로 선거에 대한 국민적 관심도가 상대적으로 크지 않았고, 주요 후보들이 희생자 애도의 차원에서 차량 및 군중들을 동원한 대규모 유세를 거의 모두 취소했기 때문에 선거는 비교적 차분한 분위기 속에서 치러졌다. 특히 현직 도지사인 이시하라 신타로는 "국가적 혼란 속에서 도정에만 전념하겠다"라는 이유로 선거 운동 종반을 제외하고는 아예 유세 활동을 하지 않았다.
- 이시하라 신타로, 히가시코쿠바루 히데오, 와타나베 미키, 고이케 아키라 등의 주요 후보 4명은 모두 나중에 중의원, 참의원 의원으로서 국회에 입성한다.[2]